# 톰과 제리
《톰과 제리》(영어: Tom and Jerry, 문화어: 우둔한 고양이와 꾀많은 생쥐, 우둔한 고양이와 영리한 쥐)는 미국의 애니메이션이다. 《톰과 제리》는 살아서 움직이는 듯한 고양이 톰과 쥐 제리를 주인공으로 한 애니메이션으로서, 특히 윌리엄 해나와 조지프 바베라가 만든 《톰과 제리》 시리즈는 아카데미상을 수상하였다.
1980년부터 MBC에서 방영되기 시작하여 2002년 재방영됐다. 그리고 2025년 재방영했다.
톰과 제리는 1940년대부터 MGM이 제작해 왔었는데, 지금은 워너 브라더스에 판권이 넘어간 상태이다. 당시 MGM 영화 중에서는 아주 유일한 만화 영화로서 형태는 디즈니에 해당하는 만화와 아주 동일하다.
북한에서는 우둔한 고양이와 영리한 생쥐로 방영됐다.

## 역사

### 1940년대초반 -1940년대중반

#### 그림
윌리엄 해나와 조지프 바베라가 1940년부터 만들었으며, 그림은 곡선이 많고 부드러웠다(주인공인 고양이 톰의 얼굴은 동그란 모양이었다가 점차 주둥이 부분이 뾰족해졌다). 이 시대 초반부터 《톰과 제리》 타이틀 카드가 제작되었다.
그리고 타이틀 카드(여기서는 제목을 담은 타이틀 카드)가 주로 그 편에 맞는 그림과 함께 있었으며, 글씨체와 색깔도 편마다 달랐다. 또한, 1942년부터는 제목 화면에 이 시대의 《톰과 제리》를 제작한 해나와 바베라의 서명이 나온다.
톰의 주인을 비롯한 인간의 모습이 하반신으로 나온다.
초기 몇 편은 시작할 때 나오는 아주 유명한(울부짖는 수사자가 등장한다) 메트로-골드윈-메이어(약자 MGM) 로고의 배경이 검은색이었지만, 점차 배경이 붉은색과 파란색으로 변경되었다(MGM의 여러 로고를 보고 싶으면 러시아어 위키백과의 MGM 문서를 참조하기 바란다).

#### 편 줄거리
주로 사랑을 바탕으로 한 편이 많이 제작되었다. 그리고 개 분쟁(Dog Trouble)편부터는 스파이크가 평범한 불도그로 등장하기 시작했으며, 후에 타이크라는 스파이크의 아들이 등장하면서 스파이크와 타이크가 해나/바베라 시대의 《톰과 제리》의 주연이 되었다. 그래서 〈스파이크와 타이크〉(Spike and Tyke)라는 《톰과 제리》 특별판이 방영되기도 했다.
그리고 《톰과 제리》의 재미를 더욱 극대화하기 위해 조연과 단역 및 새로운 여러 도구들도 등장하기 시작한다.

### 1940년대중반 -1950년대후반

#### 그림체
이번에도 1958년까지 해나와 바베라가 만들었으며, 그림체는 1940년대에 비해 곡선이 줄어들었다(이때엔 주인공인 고양이 톰의 얼굴 주둥이 부분이 전보다 더 뾰족해졌다). 1954년부터 1957년까지 시네마스코프 형식과 병행하여 제작되었으며, 이어 1956년부터 해나와 바베라가 《톰과 제리》 제작을 끝낸 해인 1958년까지는 모든 편이 시네마스코프 형식으로 제작되었다. 그렇지만, 같은 편이라도 어떤 편에는 편 전체가 시네마스코프 형식인 것도 있고, 또 어떤 형식의 편은 타이틀 카드(《톰과 제리》가 시작할 때 나오는 화면과 제목이 나오는 화면), 그리고 끝날 때 나오는 화면만 시네마스코프인 형식도 있다. 이 때에는 요한 슈트라우스의 곡이 많이 삽입되었고, 실제 요한 제리 (Johann Mouse)에서 톰과 제리가 아름답고 푸른 도나우를 피아노로 연주하기도 했다.
1950년대 후반부터 인간의 상반신 및 얼굴도 점차 등장하게 된다.
시네마스코프 형식이 아닌 형식의 《톰과 제리》는 주로 해나와 바베라가 프레드 큄비와 함께 제작을 하였다.
시작할 때 나오는 MGM 로고의 배경도 이전과 같이 붉은색과 파란색이었다.

### 1960년대초반

#### 그림체
1961년부터 그동안 《톰과 제리》를 제작하던 해나와 바베라를 대신하여 진 데이치가 1961년부터 1962년까지 윌리엄 L. 스니더와 제작을 담당하게 된다. 그림체는 이전과는 달리 뒤떨어진 모습을 보였고, 《톰과 제리》가 시작할 때의 타이틀 카드가 편마다 바뀌게 되었으며, 제목이 나올 때의 타이틀 카드도 그림이 나오지 않았으며, 글씨체도 주로 흰색이었다. 하지만 진 데이치가 제작한 에피소드는 예전에 비하면 혹평을 받았다.
시작할 때 나오는 MGM 로고의 배경이 흰색으로 바뀌었으며, 회사명이 위로 올라갔으며, 로고에 들어가는 울부짖는 사자의 털 색깔이 연해졌다.

### 1960년대초반 - 후반

#### 그림체
진 데잇치와 윌리엄 L. 스니더가 제작을 마친 이후 척 존스(본명: 찰스 M. 존스)가 1963년부터 1967년까지 제작했다. 《톰과 제리》의 모습이 이전에 비해 많이 달라졌고, 새로운 조연인 제리의 애완견인 불도그가 등장한다.
《톰과 제리》가 시작할 때 나오는 타이틀 카드가 존스가 제작을 끝낼 때까지 한가지 타이틀 카드만 사용되었으며, 타이틀 카드에 나오는 톰과 제리가 전과 달리 움직였다. 그리고 시작할 때 나오는 MGM의 로고의 울부짖는 사자의 털 색깔이 다시 진해졌으며, 사자가 사라지고 난 뒤에 톰이 울부짖는 모습이 나오고 타이틀 카드가 나온다.
그리고 제목이 나올 때의 타이틀 카드도 전과 달리 움직이는 타이틀 카드였다.

### 1960년대후반 이후
척 존스가 제작을 마친 이후 제작되는 《톰과 제리》는 극장판에서 TV판으로 바뀌었다. 1975년부터 1977년까지 ABC에서 해나와 바베라가 다시 제작한 《톰과 제리 쇼》가 방영되었으며(이때에 스파이크가 다시 등장하기 시작했다), 이어 1980년부터 1982년까지 CBS에서 《톰과 제리 코미디 쇼》가 방영되었다(이 이야기에 속하는 편의 제목 타이틀 카드는 글씨체가 한가지 글씨체로 이루어져 있었으며, 흰색이었고, 그림은 톰과 제리의 얼굴 모습만 나왔다).
그리고 1991년부터 1993년까지는 FOX에서 《톰과 제리 키즈쇼》가 방영되었다(이 이야기에서는 톰과 제리가 새끼 때의 모습으로 등장했으며, 다른 이야기에서 나온 드루피와 늑대가 나오기 시작하였고, 불도그 스파이크와 그의 아버지가 나오기 시작하였다).
2006년부터는 더 CW에서 워너브라더스가 디지털로 제작한 《톰과 제리 테일즈》가 방영되기 시작했으며, 2007년부터 《톰과 제리 테일즈》 시즌 2가 방영되기 시작했다. 톰과 제리 테일즈 종영 이후 2014년부터는 카툰네트워크에서 《톰과 제리 쇼》가 방영되었고 어도비 플래시를 이용하여 그림체도 더 깔끔해졌다. 2019년 시즌 3까지 방영한 후 종영되었다.
2000년에는 카툰네트워크에서 〈대저택의 고양이〉라는 《톰과 제리》 특별판이 방영되기도 했고, 이어 2005년에는 The Karate Guard이 방영되었다(여기선 조지프 바베라와 다른 한 사람이 제작했는데 왜냐하면 이 이야기가 제작되기 훨씬 전인 2001년에 윌리엄 한나가 고인이 되셨기 때문이다)
그리고 1993년에는 《톰과 제리: 더 무비》가 제작됐으며, 이어 2001년부터 다시 톰과 제리 극장판이 방영되기 시작했다.

## 아카데미상 수상작
아래 작품은 아카데미상 단편 만화영화부문 수상작이다.
- 1943년: 미국인 생쥐 (The Yankee Doodle Mouse)
- 1944년: 생쥐를 잡아라 (Mouse Trouble)
- 1945년: 조용히 해! (Quiet Please!)
  - 줄거리: 스파이크가 낮잠을 자는데, 톰에게 더 이상 시끄럽게 하면 안된다고 해서 톰이 조심하려 하지만, 결국 제리에 의해 스파이크에게 맞게 된다는 이야기이다.
- 1946년: 고양이 협주곡 (The Cat Concerto)
- 1948년: 어린 고아 (The Little Orphan)
- 1951년: 두마리의 Mouseketeers (The Two Mouseketeers)
- 1952년: 요한 제리 (Johann Mouse)

아래 작품은 아카데미상 단편 만화영화부문 후보에 올랐으나 수상하지는 못하였다.
- 1940년: 고양이, 쫓겨나다 (Puss Gets the Boot)
- 1941년: 성탄절 전야 (The Night Before Christmas)
- 1947년: 의사 제킬과 생쥐 씨 (Dr. Jekyll and Mr. Mouse)
- 1949년: 당신의 불편들을 꾸미시오 (Hatch Up Your Troubles)
- 1950년: 제리의 사촌 (Jerry's Cousin)
- 1954년: 졌다, 고양아 (Touche, Pussy Cat!)

아래 작품은 애니상 단편 만화영화부문 후보에 올랐으나 수상하지는 못하였다.
- 1946년: 톰을 위한 봄 (Springtime for Thomas)
- 1955년: 저건 내 엄마야 (That's My Mommy)
- 1956년: 근육 해변의 톰 (Muscle Beach Tom)

## 같이 보기
- 톰과 제리의 단편 영화 목록